# Silly Thing
A Silly Thing a Sex Pistols brit punkegyüttes egyik 1979-es kislemeze. Ez volt a harmadik kislemez, amely a The Great Rock ’n’ Roll Swindle film reklámozásának céljából jelent meg. A dal szerzői Paul Cook dobos és Steve Jones gitáros, a felvételekre Johnny Rotten énekes kilépése után került sor. Ahelyett hogy elviselték volna az együttes hivatalos basszusgitárosát, Sid Vicioust, Jones játszott basszusgitáron is. Valójában a dal inkább egy Cook/Jones-felvétel, nem pedig az együttes munkája.

## Silly Thing

### Paul Cook változata
A dal eredeti változatát, amelyen Paul Cook énekelt és Steve Jones basszusgitározott, Steve Lipson hangmérnökkel vették fel a londoni Regents Park Studios-ban, 1978 áprilisában vagy májusában. A gitársáv rögzítésére és a keverésre már a walesi Rockfield Studios-ban került sor Dave Goodman producerrel 1978 májusában.
A Silly Thing eredeti felvétele felkerült a The Great Rock ’n’ Roll Swindle albumra, valamint ez szerepelt az új-zélandi, franciaországi és japán kislemezeken is.
A felvétel egy másik keverése, amelyen Cook énekelte a versszakokat és Jones a refrént, 1988-ban jelent meg Japánban, a Here We Go Again Jones/Cook szerzemény első változatával.

### Steve Jones változata
1979 márciusának második hetében, Jones és Cook Bill Price vezetésével felvették a dal egy újabb változatát a londoni Wessex Studios-ban. A basszusgitáros szerepét ezúttal Andy Allen, a Lightning Raiders tagja töltötte be (Cook, Jones és Allen még ebben az évben megalakították a The Professionals-t).
A Silly Thing ezen változata szerepelt a kislemez brit, ausztrál, nyugatnémet és portugál kiadásán. Felkerült továbbá a Sex Pistols 1992-es válogatáslemezére, a Kiss This-re.

## Who Killed Bambi?
A Who Killed Bambi?-t Edward Tudor-Pole írta és énekelte, a dalszöveget Vivienne Westwood szerezte.
A dalt egy 45 fős zenekarral rögzítették, Andrew Jackman hangszerelésében egy wembley-i stúdióban, 1978 nyarán. Tudor-Pole énekét később vették fel, ugyanabban a stúdióban.
A filmben szereplő felvételt Tudor-Pole és Irene Handl színésznő a londoni Rainbow Theatre-ben vették fel.

## Helyezések
- Az Egyesült Királyságban a kislemez 8 hetet töltött a listákon, 1979. április 7-én érte el a 6. helyet.[6]
- A Virgin Records Új-Zélandon, Nyugat-Németországban és Portugáliában is kiadta a kislemezt, de sehol sem ért el listás helyezést.
- A Barclay Records Franciaországban adta ki a kislemezt (felcserélt oldalakkal és a Paul Cook-változattal), de nem került fel a listákra.
- Ausztráliában a Wizard Records gondozásában jelent meg a kislemez, a listákra nem került fel.
- A Nippon Columbia 1979 júliusában, Japánban adta ki a kislemezt (az eredeti Paul Cook-változattal, B-oldalon a Somethin' Else-szel), de a listákra nem került fel.